# Luca Aerni
Pour les articles homonymes, voir Aerni.
Luca Aerni,  né le 27 mars 1993 à Châtel-Saint-Denis, est un skieur alpin suisse spécialisé dans les disciplines techniques : slalom, slalom géant et combiné alpin.
Il est champion du monde du combiné en 2017 et fait partie de l'équipe de Suisse championne olympique à Pyeongchang en 2018.
Il est quintuple champion de Suisse.

## Biographie
Luca Aerni est né le 27 mars 1993 à Châtel-Saint-Denis dans le canton de Fribourg, mais il passe une grande partie de sa jeunesse à Crans-Montana, dans le canton du Valais, et dans le canton de Berne. À partir du mois de novembre 2008, à l'âge de 15 ans, il prend part au championnat suisse junior. En janvier 2009, il participe à ses premières courses FIS. Après sa première victoire dans une course FIS en janvier 2011, il prend part à la Coupe d'Europe. Lors des Championnats du monde juniors de 2012 à Roccaraso, il remporte une médaille de bronze dans la compétition par équipe. À la fin de la saison 2011-2012, il remporte le championnat de Suisse de super combiné.
Au début de la saison 2012-2013, Luca Aerni réussit à s'établir en coupe d'Europe en se classant à plusieurs reprises dans le top 10. Le 18 décembre 2012, il prend part pour sa première épreuve de coupe du monde au slalom de Madonna di Campiglio. Il participe au slalom parallèle organisé à Munich en remplacement de Beat Feuz, blessé. Deux jours plus tard, le 3 janvier 2013, Luca Aerni remporte sa première course de coupe d'Europe à Chamonix. Lors des Championnats du monde juniors de 2013, il remporte la médaille d'argent dans la compétition par équipe et termine quatrième du slalom.
Le 6 janvier 2014, lors du slalom de Bormio, il se qualifie pour la deuxième manche en terminant 27e et finit 10e au classement final. Il réalise ainsi son premier top 10 dans une épreuve de coupe du monde. Le 24 janvier 2014, il réussit son meilleur résultat en coupe du monde avec une 5e place au slalom à Kitzbühel, se qualifiant pour la même occasion pour les Jeux olympiques d'hiver 2014 de Sotchi. Le 13 février 2017, il devient champion du monde de combiné à Saint-Moritz. Après avoir signé le 30e temps de la descente, il s'élance donc le premier dans la manche de slalom dont il réalise le meilleur chrono, et les 29 concurrents qui partent après lui butent un à un sur son temps.
Lors de la saison 2017-2018, il commence par une quatrième place au slalom de Levi, en Finlande, à égalité avec un autre valaisan, Daniel Yule. Il s'élance ensuite également en slalom géant sans pour autant n'atteindre le top 20. Finalement, le 22 décembre 2017, il s'offre son premier podium en coupe du monde, le premier pour la Suisse en slalom depuis près de 8 ans, en terminant deuxième du slalom de Madonna di Campiglio en Italie. Il est éliminé en quarts de finale du slalom parallèle d'Oslo le 1er janvier 2018, lui octroyant le cinquième rang. Il finit également cinquième à Zagreb, en Croatie, le 4 janvier 2018, avant de finir dix-septième à Adelboden, en Suisse, puis d'être éliminé lors du slalom de Wengen, en Suisse. Il sort également à Kitzbühel, en Autriche, avant de finir quatorzième à Schladming, en Autriche.
Le 24 mars 2022, il devient champion de Suisse de combiné.

## Palmarès

### Jeux olympiques
| Édition / Épreuve   | Géant | Slalom | Combiné | Par équipes                      |
| ------------------- | ----- | ------ | ------- | -------------------------------- |
| JO 2014 Sotchi      | —     | DNF    | —       | Épreuve inexistante à cette date |
| JO 2018 Pyeongchang | 19e   | DNF    | 11e     | Or                               |
| JO 2022 Pékin       | -     | 14e    | DNF     |                                  |

Légende :
- — : pas de participation à l'épreuve.
- : épreuve inexistante lors de cette édition.

### Championnats du monde
| Édition / Épreuve                 | Slalom | Combiné alpin | Par équipes |
| --------------------------------- | ------ | ------------- | ----------- |
| Mondiaux 2015 Vail - Beaver Creek | DNF    | —             | —           |
| Mondiaux 2017 Saint-Moritz        | 19e    | Or            | 4e          |
| Mondiaux 2019 Åre                 |        | 8e            |             |
| Mondiaux 2021 Cortina d'Ampezzo   | DNF    | DNF           |             |
| Mondiaux 2025 Saalbach            |        |               | Argent      |

Légende :
- — : pas de participation à l'épreuve.

### Coupe du monde
Luca Aerni a pris plus de 100 départs en Coupe du monde depuis décembre 2012. Son meilleur résultat est une 2e place en slalom à Madonna di Campiglio le 22 décembre 2017, son seul podium à ce jour. Son meilleur classement final est un 25e rang au classement général en 2018 et un 7e rang dans un classement de slalom la même saison.
| Saison/Classement | Général | Général | Descente | Descente | Super G | Super G | Slalom géant | Slalom géant | Slalom | Slalom | Combiné | Combiné | City Event | City Event |
| Saison/Classement | Class.  | Points  | Class.   | Points   | Class.  | Points  | Class.       | Points       | Class. | Points | Class.  | Points  | Class.     | Points     |
| ----------------- | ------- | ------- | -------- | -------- | ------- | ------- | ------------ | ------------ | ------ | ------ | ------- | ------- | ---------- | ---------- |
| 2012-2013         | 94e     | 37      | -        | -        | -       | -       | -            | -            | 36e    | 37     | -       | -       | 13e        | 15         |
| 2013-2014         | 65e     | 90      | -        | -        | -       | -       | -            | -            | 21e    | 90     | -       | -       | -          | -          |
| 2014-2015         | 92e     | 50      | -        | -        | -       | -       | -            | -            | 27e    | 50     | -       | -       | -          | -          |
| 2015-2016         | 87e     | 75      | -        | -        | -       | -       | -            | -            | 29e    | 75     | -       | -       | -          | -          |
| 2016-2017         | 46e     | 176     | -        | -        | -       | -       | -            | -            | 15e    | 140    | 15e     | 36      | -          | -          |
| 2017-2018         | 25e     | 333     | -        | -        | -       | -       | 36e          | 28           | 7e     | 305    | -       | -       | -          | -          |
| 2018-2019         | 77e     | 77      | -        | -        | -       | -       | -            | -            | 30e    | 63     | 31e     | 14      | -          | -          |
| 2019-2020         | 96e     | 56      | -        | -        | -       | -       | -            | -            | 50e    | 18     | 17e     | 38      | -          | -          |
| 2020-2021         | 46e     | 197     | -        | -        | -       | -       | -            | -            | 14e    | 197    | -       | -       | -          | -          |
| 2021-2022         | 64e     | 125     | -        | -        | -       | -       | -            | -            | 24e    | 125    | -       | -       | -          | -          |

| Résultat  | Descente | Super G | Slalom géant | Slalom | Combiné | Parallèle / City Event | Total |
| --------- | -------- | ------- | ------------ | ------ | ------- | ---------------------- | ----- |
| 1re place | -        | -       | -            | -      | -       | -                      | 0     |
| 2e place  | -        | -       | -            | 1      | -       | -                      | 1     |
| 3e place  | -        | -       | -            | -      | -       | -                      | 0     |
| Top 10    | -        | -       | -            | 9      | 1       | 1                      | 11    |
| Top 30    | -        | -       | 2            | 21     | 1       | 2                      | 24    |
| Autres    | -        | -       | 2            | 24     | -       | -                      | 26    |
| Départs   | 0        | 0       | 4            | 45     | 1       | 2                      | 50    |

### Coupe d'Europe
- 6 podiums, dont une victoire.

| Saison/Classement | Général | Général | Slalom | Slalom | Slalom géant | Slalom géant | Super G | Super G | Combiné | Combiné |
| Saison/Classement | Class.  | Points  | Class. | Points | Class.       | Points       | Class.  | Points  | Class.  | Points  |
| ----------------- | ------- | ------- | ------ | ------ | ------------ | ------------ | ------- | ------- | ------- | ------- |
| 2012-2013         | 19e     | 356     | 4e     | 338    | -            | -            | -       | -       | 13e     | 20      |
| 2013-2014         | 89e     | 93      | 32e    | 92     | 86e          | 1            | -       | -       | -       | -       |
| 2014-2015         | 110e    | 56      | 39e    | 56     | -            | -            | -       | -       | -       | -       |
| 2015-2016         | 138e    | 32      | 54e    | 32     | -            | -            | -       | -       | -       | -       |
| 2016-2017         | 94e     | 94      | 32e    | 86     | 61e          | 8            | -       | -       | -       | -       |
| 2017-2018         | -       | -       | -      | -      | -            | -            | -       | -       | -       | -       |
| 2018-2019         | 214e    | 3       | -      | -      | -            | -            | 66e     | 3       | -       | -       |
| 2019-2020         | 49e     | 160     | 35e    | 67     | -            | -            | 37e     | 33      | 7e      | 60      |
| 2020-2021         | 56e     | 135     | 32e    | 60     | -            | -            | 55e     | 15      | 3e      | 60      |

### Championnats du monde junior
| Édition / Épreuve           | Descente | Super G | Slalom géant | Slalom | Team Event |
| --------------------------- | -------- | ------- | ------------ | ------ | ---------- |
| Mondiaux 2011 Crans-Montana | —        | —       | —            | 36e    | -          |
| Mondiaux 2012 Roccaraso     | 23e      | DNF     | DNF          | 12e    | Bronze     |
| Mondiaux 2013 Québec        | 10e      | DNF     | DNF          | 4e     | Argent     |
| Mondiaux 2014 Jasná         | —        | —       | 5e           | Argent | Argent     |

Légende :
- — : pas de participation à l'épreuve.
- DNF : N'a pas terminé

### Championnats de Suisse
Champion du combiné 2012
 Champion de slalom 2015
 Champion de slalom 2017
 Champion du combiné 2017
 Champion du combiné 2022
 Vice-champion de slalom 2013
 Troisième du slalom 2019